# Емілі Армстронг
Емілі Марсія Армстронг (англ. Emily Armstrong) — американська співачка, авторка пісень, гітаристка та засновниця Dead Sara. Linkin Park оголосили її приєднання до гурту 5 вересня 2024 року.

## Раннє життя
Емілі Армстронг народилася та виросла у Лос-Анджелесі. Почала писати пісні та грати на гітарі в 11, а співати — у 15 років. Полишила старшу школу, знаючи, що хоче бути в рок-гурті. В інтерв'ю El Paso Times у 2012 році Армстронг казала, що музика була єдиною річчю, що підтримувала в ній життя.

## Кар'єра

### Dead Sara
Перший концерт Dead Sara відбувся в нічному клубі Лос-Анджелеса The Mint у березні 2005 року, під назвою Epiphany. Крім вокалу, Армстронг грала на бас-гітарі. Перший повноцінний дебютний альбом Dead Sara вийшов у 2012 році. Перший сингл з альбому «Weatherman» став інді-рок хітом. Після виходу альбому, Dead Sara грали на розігріві в концертних турах, зокрема Muse.

### Linkin Park
Під час живого виступу 5 вересня 2024 року було оголошено, що Емілі Армстронг приєдналася до Linkin Park як вокалістка разом із Майком Шинодою.

## Саєнтологія та Денні Мастерсон
У 2013 році Армстронг була сфотографована на 44-й щорічній гала-вечері Церкви саєнтології у Celebrity Centre International. У прес-релізі після заходу Церква згадала її як одну з кількох "відомих членів".
Незабаром після того, як Армстронг приєдналася до Linkin Park 5 вересня 2024 року, з'явилися повідомлення у ЗМІ про її зв'язки з суперечливою Церквою та нібито підтримку колишнього актора та засудженого за зґвалтування Денні Мастерсона, давнього саєнтолога, на кримінальному слуханні у 2023 році. Деякі фанати гурту також висловили критику щодо її зв'язків з Церквою.
У повідомленнях також зазначалося, що одна з передбачуваних жертв Мастерсона, Кріссі Карнелл Бікслер, та її чоловік, вокаліст гурту The Mars Volta і колишній саєнтолог Седрік Бікслер-Завала, публічно критикували рішення Армстронг відвідати слухання під час судового процесу над Мастерсоном.
Після цих повідомлень Армстронг уточнила 6 вересня, що хоча вона відвідала одне судове засідання, на якому її попросили підтримати Мастерсона, пізніше вона усвідомила, що не повинна була цього робити. "Кілька років тому мене попросили підтримати людину, яку я вважала другом, на судовому засіданні, і я відвідала одне з перших слухань як спостерігач", — написала вона у своєму дописі в Instagram. "Незабаром після цього я зрозуміла, що не повинна була цього робити. Я завжди намагаюся побачити хороше в людях, але я помилилася у своїй оцінці. Я більше не спілкувалася з ним після цього. З'явилися невимовні подробиці злочину, і пізніше його визнали винним. Щоб висловитися якомога чіткіше: я не схвалюю насильство проти жінок і співчуваю жертвам цих злочинів."

## Дискографія

### Dead Sara
- The Airport Sessions (2008)
- Dead Sara (2012)
- Pleasure to Meet You (2015)
- Ain't It Tragic (2021)

### Linkin Park
- From Zero (2024)